# Station Lasowice Wrocławskie
Station Lasowice Wrocławskie is een spoorwegstation in de Poolse plaats Lasowice.